# Zakłady Tłuszczowe Bielmar
Zakłady Tłuszczowe Bielmar sp. z o.o. – polska spółka, której podstawową działalnością jest przerób nasion oleistych (rzepaku) oraz produkcja margaryn, tłuszczów roślinnych i oleju roślinnego. Jej siedziba znajduje się w Bielsku-Białej, przy ul. Sempołowskiej 63 w dzielnicy Leszczyny.
Przedsiębiorstwo Bielskie Zakłady Przemysłu Tłuszczowego założone zostało w lutym 1945 r. W roku 1966 przedsiębiorstwo zostało połączone z Szopienickimi Zakładami Przemysłu Tłuszczowego i do roku 1982, kiedy to znów stało się samodzielnym podmiotem, funkcjonowało pod nazwą Śląskie Zakłady Przemysłu Tłuszczowego z siedzibą w Katowicach-Szopienicach. W roku 1990 dokonano zmiany nazwy przedsiębiorstwa na Bielmar. W 1994 r. pracownicy, rolnicy i hurtownicy założyli spółkę z ograniczoną odpowiedzialnością – Zakłady Tłuszczowe "Bielmar". Od 1 kwietnia 1995 roku spółka ta przejęła w leasing przedsiębiorstwo państwowe Bielmar. Po spłacie opłaty leasingowej przedsiębiorstwo jest obecnie własnością spółki.